# (16099) 1999 VQ24
(16099) 1999 VQ24 est un astéroïde troyen de Jupiter de 36,774 km de diamètre découvert en 1999.

## Description
(16099) 1999 VQ24 a été découvert le 15 novembre 1999 à l'observatoire d'Ondřejov, situé près du village de Ondřejov, à environ 35 km au sud-est de Prague (République tchèque), par Peter Kušnirák et Petr Pravec.

### Caractéristiques orbitales
L'orbite de cet astéroïde est caractérisée par un demi-grand axe de 5,19 UA, un périhélie de 4,76 UA, une excentricité de 0,08 et une inclinaison de 13,45° par rapport à l'écliptique. Du fait de ces caractéristiques, à savoir un demi-grand axe compris entre 4,6 et 5,5 UA et un périhélie inférieur à 0,3 UA, il est classé, selon la JPL Small-Body Database, astéroïde troyen de Jupiter du camp grec. Il est situé au point de Lagrange L4 du système Soleil-Jupiter.

### Caractéristiques physiques
(16099) 1999 VQ24 a une magnitude absolue (H) de 10,7 et un albédo estimé à 0,075, ce qui permet de calculer un diamètre de 36,774 km. Ces résultats ont été obtenus grâce aux observations du Wide-field Infrared Survey Explorer (WISE), un télescope spatial américain mis en orbite en 2009 et observant l'ensemble du ciel dans l'infrarouge, et publiés en 2012 dans un article regroupant les caractéristiques de 478 astéroïdes troyens,.